# Reial Acadèmia de Belles Arts de Santa Isabel d'Hongria
La Reial Acadèmia de Belles Arts de Santa Isabel d'Hongria és una institució espanyola dedicada a la promoció de les arts a la ciutat i província de Sevilla. Remunta els seus orígens a l'escola de pintura fundada el 1660 per Bartolomé Esteban Murillo i altres artistes, tot i que la institució actual existeix sense interrupció des de 1759 i reconvertida en acadèmia el 1843.

## Història
Els orígens de l'acadèmia daten de l'1 de gener de 1660, quan Bartolomé Esteban Murillo, Francisco de Herrera el Jove, Juan de Valdés, Sebastián de Llanos i altres pintors prestigioses de l'època van fundar un centre d'ensenyament de belles arts a la Casa de la Lonja, actual seu de l'Arxiu General d'Índies. Aquest centre va durar fins a 1674, i a banda d'escola va funcionar també com una acadèmia, on els diversos socis o membres eren considerats acadèmics i contribuïen amb una quota per al sosteniment de la institució.
El 1759, el pintor Juan José de Uceda funda una nova acadèmia, l'Escola dels Tres Nobles Arts, que eventualment, amb els esforços de l'erudit Francisco Bruna, va aconseguir la protecció i el finançament de Carles III. Posteriorment, el 1843, en època liberal, el centre es convertit en acadèmia de belles arts i passa a dir-se Reial Acadèmia de Nobles Arts de Santa Isabel, en honor de la reina Isabel II, en aquell moment encara en minoria d'edat. A banda de l'activitat acadèmica i l'observança dels cànons artístics, des de la dècada de 1840, l'acadèmia va dur a terme una important tasca docent, però sobretot de mecenatge, que encara avui continua promovent. El 1892 es reforma l'ensenyament i la docència de belles arts va passar a impartir-se a la Universitat de Sevilla. El 1896, a petició de Virgilio Mattoni, i ratificat per José Sebastián el 1921, l'acadèmia va canviar el seu nom de «Santa Isabel» a «Santa Isabel d'Hongria».

## Seu
La seu actual de l'Acadèmia de Belles Arts és la Casa de los Pinelo, on està des de 1980, quan es va separar també del Museu de Belles Arts de Sevilla. Es tracta d'un casal construït a partir del segle XVI pel canonge Jerónimo Pinelo, fill d'un comerciant genovès. Després de la seva mort, la casa va ser donada al capítol catedralici de Sevilla, que la va utilitzar com a residència per al clergat fins a la desamortització de Madoz el 1855. Després va ser comprada per particulars i va anar canviant de mans i usos fins que el 9 d'agost de 1966 va ser comprada per l'Ajuntament de Sevilla. El 1954 ja havia estat declarada monument nacional.
A banda de la seu de la institució, l'acadèmia hi té el seu propi museu que es nodreix de les obres dels seus membres, o de donacions d'artistes i particulars. L'edifici va ser rehabilitat el 2006.

## Funcionament
Actualment, l'acadèmia està dividida en les següents seccions:
- Arquitectura
- Escultura
- Pintura
- Arts sumptuàries
- Música i arts afines
- Arqueologia
- Arts escèniques i audiovisuals

Els seus membres poden ser artistes, però també hi ha professionals vinculats al món de les arts com crítics, mecenes, professors o investigadors. Com a institució també forma part de l'Institut d'Acadèmies Andaluses.

### Exposició Internacional de Tardor
Anualment, i des de 1952, cada tardor l'acadèmia celebra un certament artístic anomenat Exposició Internacional de Tardor, dedicada cada a any a una disciplina artística diferent. En el concurs es premien les millors obres amb premis promoguts o oferts des d'altres entitats, institucions o organitzacions, com poden ser fundacions.